# جرين بلازا
جرين بلازا (بالإنجليزية: Green Plaza)‏ هو مجمعٌ تجاري يقع في منطقة سموحة بالإسكندرية، يحتوى على العديد من الأنشطة والمحال التجارية والترفيهية من أهمها كارفور ماركت والمصرية للسيارات وفندق هيلتون جرين بلازا. ومجمع سينما متعددة الدور وعدد كبير من المطاعم المصرية والعالمية.

## وصلات خارجية
- الموقع الرسمي